# Гершон бар Реувен Мизрахи

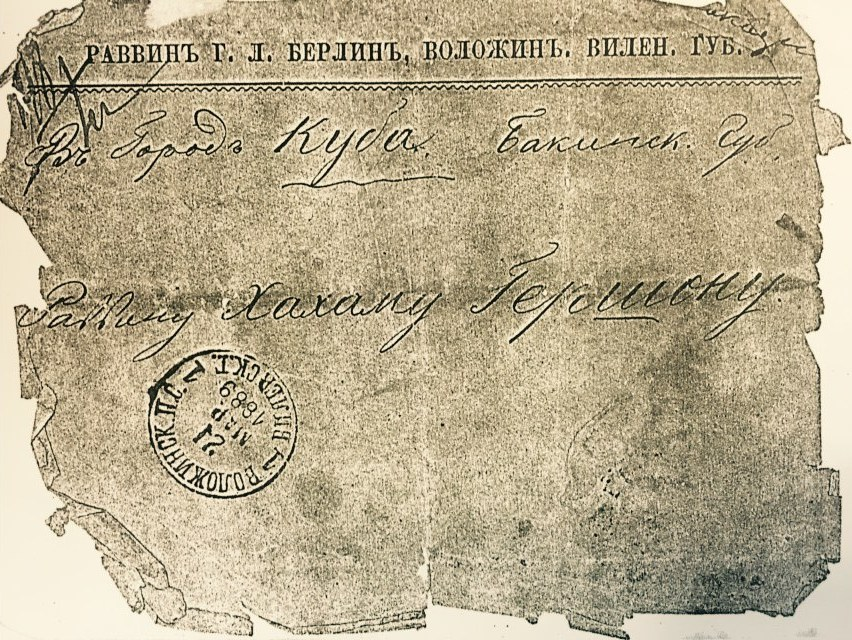
Конверт письма от Нацива раби Гершону Бар Реувену.
На конверте ясно видно, что Нацив называет раби Гершона «Хахамом» (мудрецом)

Гершон Бар Реувен Мизрахи (1815 — 1891, Кавказ, город Губа (Куба)) — главный раввин Кавказа, каббалист, хасид, духовный лидер горских евреев всего Кавказа.
Известен также под именем ГАВАР (גב"ר).
Прямой потомок р. Реувена Бар Шмуеля.

## Биография
Родился в семье раввина Реувена бар Гершона Мизрахи, главного раввина Кавказа. Родословная семьи Мизрахи была известна тем, что в их семье все, без исключения были раввинами. Родился 26 хешвана 5576. С малых лет получал религиозное образование у своего отца, в чём проявил выдающиеся способности в изучении Торы. В дальнейшем община дала ему звание Гаон.
В 1853 году после смерти его отца Раби Реувена, вся забота и ответственность за общину легла на плечи р. Гершона. В его время община горских евреев была поднята на очень высокий духовно-религиозный уровень. С помощью его усилий община горских евреев была сплочена. Он открыл и возглавил первый бейт-дин (религиозный суд) в Кубе, который был единственным на территории всего Кавказа. Со всего Кавказа туда съезжались будущие раввины для получения смихи (документ о получении звания раввина). За счет усилий и упорства р. Гершона были открыты около 18 синагог, йешивы, хедеры (религиозные школы). Сохранились переписки р. Гершона с другими мудрецами еврейских общин мира, в том числе и с мудрецами Эрец Исраэль. В период возглавления им общины горских евреев, Кубу стали называть Кавказским Иерусалимом (Ерушалаим шель Кавказ).
У р. Гершона было три сына и три дочери. Старший сын р. Шалом Бар Гершон, после смерти р. Гершона возглавил общину. В 1905 году предвидел свою скорейшею кончину, совершил алию (взошел) со своими верными учениками на святую землю, в Иерусалим. Спустя 3 месяца перешел в мир иной и был похоронен на масличной горе. Перед отъездом р. Шалом передал всю ответственность и заботу об общине своему младшему брату р. Ицхаку Бар Гершону. На то время р. Ицхак уже возглавлял религиозный суд, и был Ав бейт-дин Кавказа (глава религиозного суда).
Р. Гершон Бар Реувен умер 5 сентября 1891 г. Могила р. Гершона Бар Реувена сохранилась до наших дней, она находится в Кубе на старом еврейском кладбище. В 2013 году могила была капитально отреставрирована и до сих пор привлекает внимания горских евреев со всего мира.

## Переписки с Мудрецами диаспоры

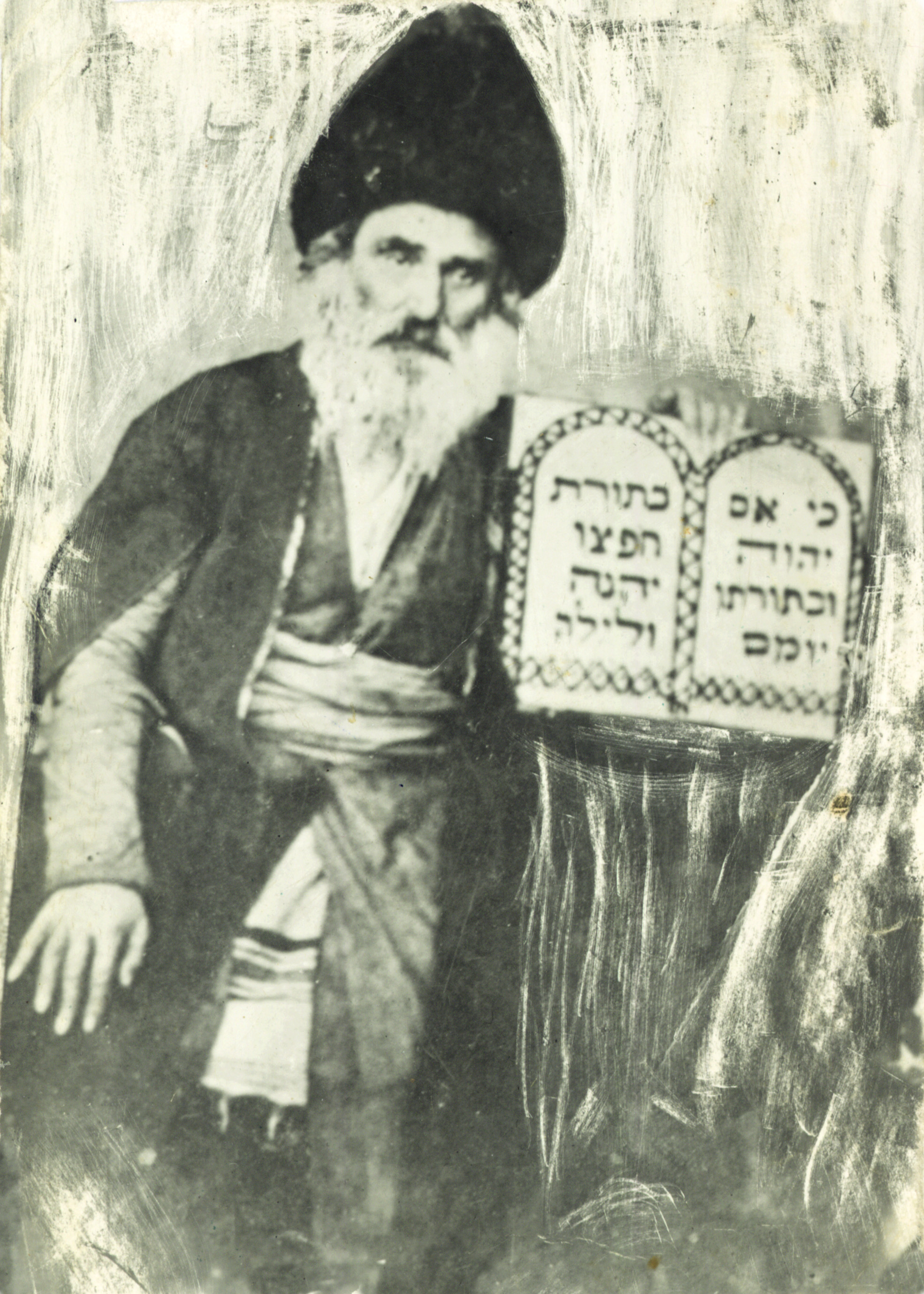
Гершон Бар Реувен (ГАВАР) (1815—1891)

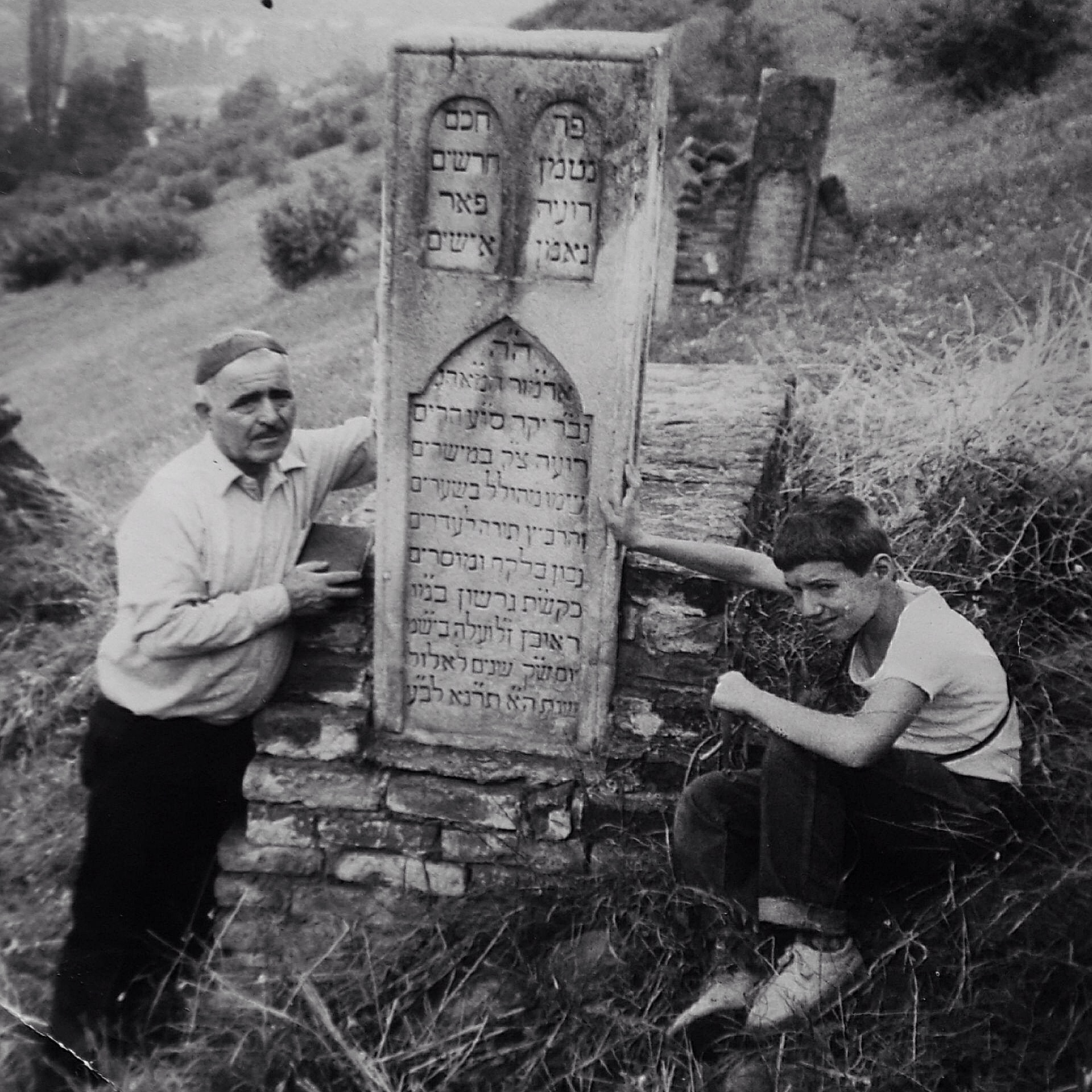
Могила р. Гершона Бар Реувена

Конверт письма от Нацива раби Гершону Бар Реувену Мизрахи. На конверте ясно видно, что Нацив называет раби Гершона «Хахамом» (мудрецом).